# Bürgerschaftswahl in Bremen 1951
- KPD: 6
- SPD: 43
- FDP: 12
- CDU: 9
- DP: 16
- BHE: 2
- WdF: 4
- SRP: 8

Die Bürgerschaftswahl in Bremen 1951 war die dritte Wahl zur Bürgerschaft der Freien Hansestadt Bremen. Sie fand am 7. Oktober 1951 statt.

## Ergebnis
Die Wahlbeteiligung lag bei 83,8 Prozent. Die SPD verteidigte ihre Stellung als stärkste Partei. Die CDU erreichte mit 9,0 Prozent der Stimmen das bislang (2024) schlechteste Ergebnis ihrer Geschichte auf Länderebene. Die SPD stellte mit Wilhelm Kaisen weiterhin den Bürgermeister; ihre neuen Koalitionspartner in der Schwarz-rot-gelben Koalition waren CDU und FDP im Senat Kaisen IV.
| Partei | Stimmen | Prozent | Sitze | Veränderung |
| ------ | ------- | ------- | ----- | ----------- |
| SPD    | 130.471 | 39,1    | 43    | −3          |
| DP     | 49.007  | 14,7    | 16    | +13         |
| FDP    | 39.432  | 11,8    | 12    | −5          |
| CDU    | 30.172  | 9,0     | 9     | −15         |
| SRP    | 25.813  | 7,7     | 8     | +8          |
| KPD    | 21.244  | 6,4     | 6     | −4          |
| BHE    | 18.744  | 5,6     | 2     | +2          |
| WdF    | 14.355  | 4,3     | 4     | +4          |
| FSU    | 4.262   | 1,3     | —     | —           |